# Gas di petrolio liquefatti

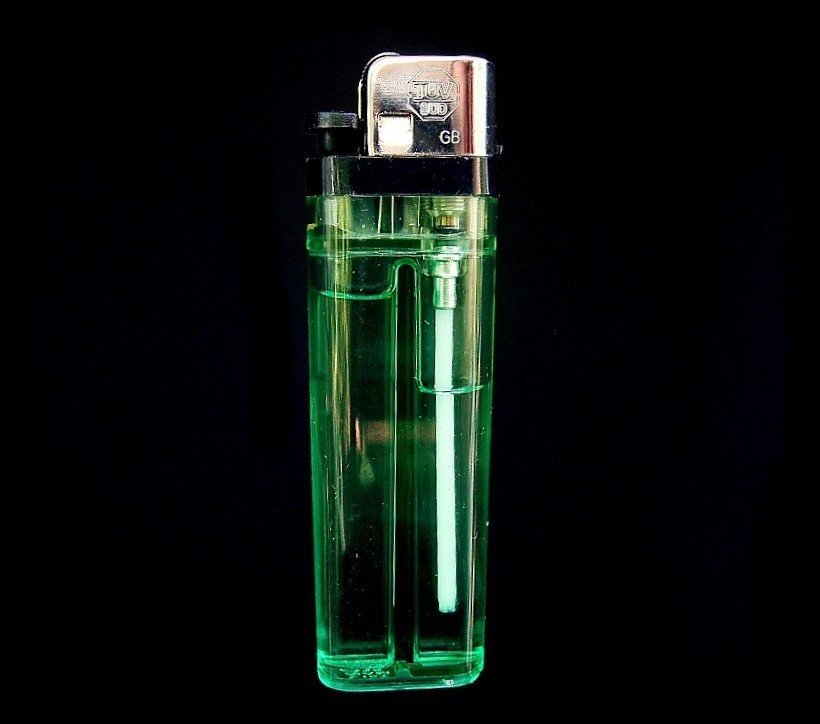
Il GPL è incolore ed è usato anche nei comuni accendini

Il gas di petrolio liquefatto, o, al plurale gas di petrolio liquefatti, in sigla GPL (da cui, erroneamente detto anche "gas propano liquido" essendo il propano il principale, ma non unico, componente), è una miscela di idrocarburi alcani a basso peso molecolare. Questa miscela è costituita principalmente da propano e butano, con la possibile presenza di piccole quantità di etano o di idrocarburi non saturi, come l'etilene e il butilene.
Il GPL è trasportato con autocisterna su strada, ferrocisterna su ferrovia, e gassiera via mare.

## Caratteristiche
Il GPL ha questo nome perché i suoi componenti vengono liquefatti mediante compressione a pressioni relativamente modeste, comprese tra 2 e 8 bar, per ridurre l'ingombro e rendere più economico il trasporto a temperatura ambiente. Il vantaggio che si ottiene è aumentare la densità della miscela circa 250 volte rispetto allo stato gassoso, riducendo così il volume a parità di massa (e quindi di energia producibile): questa logica rende possibile l'utilizzo di contenitori a pressione di dimensioni relativamente limitate. Per fare un esempio, una bombola da 40 litri di metano contiene circa 6 kg di gas, compresso a oltre 20 MPa (200 bar); una bombola di pari volume con GPL ne contiene circa 20 kg; di conseguenza l'energia che se ne ricava è circa 3 volte superiore.
Il GPL è un combustibile facilmente reperibile, con un'elevata resa energetica e calorifica. Esso è estremamente infiammabile, ma non è tossico.

### Odore
Il GPL è di per sé inodore e viene odorizzato con etantiolo, che gli conferisce un odore forte e acre, in modo che possano essere avvertite eventuali perdite anche senza l'apposita strumentazione (Standard internazionale EN 589; Legge 6 dicembre 1971 n. 1083 - D.M. 7 giugno 1973 - Norma UNI-CIG 7133 edizione dicembre 1994). Oltre a essere inodore, il GPL è anche incolore: per questo la legge obbliga le raffinerie o similari all'aggiunta di un colorante giallo, oltre all'odorizzante.

## Composizione chimica
La composizione del GPL non è definita esattamente, infatti le specifiche di fornitura danno delle tolleranze su composizione e densità, per il propano commerciale nelle bombole la densità è compresa tra 505 e 530 kg/m³, mentre a 15 °C a pressione ambiente la densità è di solo 1,898 kg/m³, con un potere calorifico che non deve essere inferiore a 10 950 kcal/kg (o 45,8 MJ/kg), con un contenuto di zolfo massimo di 50 ppm.
I componenti sono compresi tra C3 e C4, con una limitata presenza di pentano (solo nei GPL provenienti da raffineria). I componenti sono quindi scelti tra butano, propano e pentano, essendo il propano il componente principale.
Data l'elevatissima purezza degli alcani impiegati, che derivano normalmente da processi di cracking catalitico e successive distillazioni, il GPL brucia integralmente producendo (se l'ossigenazione è sufficiente) CO2, H2O e NOx, lasciando pochissime scorie, analogamente agli alcani più leggeri, come il metano.

## Storia

### Nel mondo
Già esistenti prima della Seconda guerra mondiale, dopo il conflitto i veicoli a GPL conobbero una certa diffusione in alcuni Paesi. Nei primi anni 1960, negli Stati Uniti esisteva una vasta e capillare rete di stazioni di rifornimento per i veicoli a gas, e anche nel Regno Unito e in alcuni paesi europei il settore risultava in crescita.

### In Italia
Nel dopoguerra la rete GPL in Italia ha seguito periodi di sviluppo e recessione, in parte dipendenti dalle sorti degli altri carburanti; una prima diffusione si ebbe comunque a partire dagli anni 1950, specialmente nelle regioni centro-settentrionali.
Negli anni 1960, fu vietata per legge la vendita di bombole per automobilisti a domicilio, stimolando lo sviluppo di una prima rete di stazioni di servizio con distributori di GPL.
Il settore fu parzialmente penalizzato con la crisi petrolifera del 1973 da alcuni provvedimenti governativi, che avevano l'intento di limitare il carovita.
Nel 2015, in Italia, il parco circolante delle auto a GPL sfiorava i 2 milioni (1 943 722) su un totale di 37 milioni. Il GPL aveva una rete di distribuzione molto estesa con 3 345 punti vendita in tutta Italia.
Il prezzo “alla pompa” era in media di 0,648 euro al litro costituito per lo più da un costo industriale di 0,384 euro al litro cui vanno aggiunti 0,147 euro di accise e 0,117 di IVA. Nel 2019 il costo del GPL era di gran lunga più conveniente rispetto al prezzo della benzina per via della differente accisa applicata: 267,77 € per mille litri, contro 728,40 € per mille litri.

## Usi

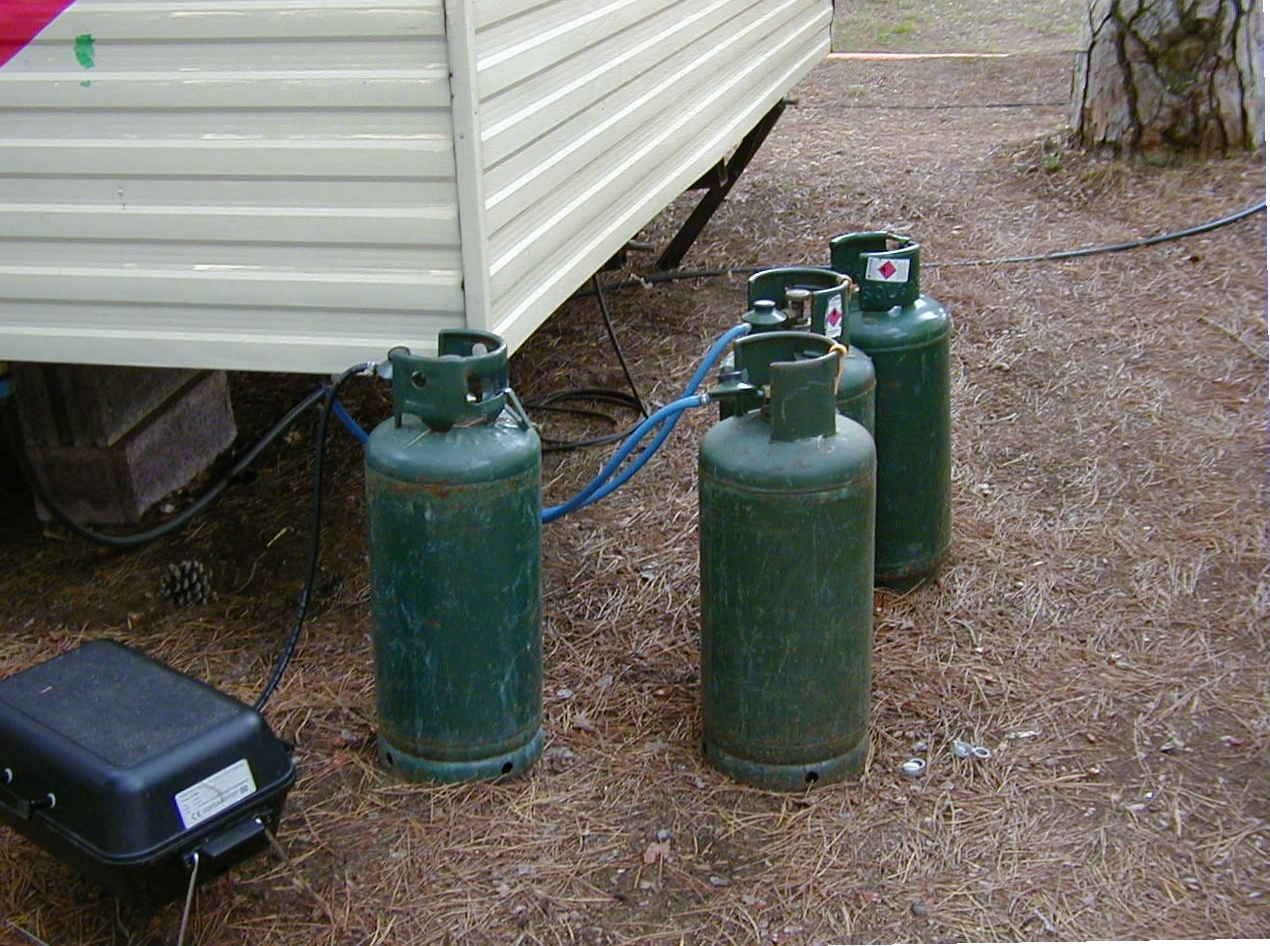
Le familiari bombole di gas, in questo caso in un campeggio

Il GPL, per tutte le sue caratteristiche descritte, si presta molto bene a utilizzi di piccola e media combustione, come l'uso di cucina o del riscaldamento, in cui rappresenta l'unica alternativa valida al metano; infatti lo si riesce a distribuire con reti canalizzate in cui società fornitrici dello stesso riempiono i serbatoi installati a monte dell'impianto (detti comunemente satelliti) con autobotti e gestiscono i consumi pro-capite con l'applicazione di misuratori volumetrici (contatori).
Altro uso è nell'autotrazione individuale come l'automobile (in rari casi anche su scooter, fino alla cilindrata di 155 cm³) nei motori a ciclo Otto come alternativa alla benzina, senza i problemi di corrosione che sono dati da metanolo ed etanolo (sebbene il metano inquini meno). Si deve considerare, però, che nei vecchi sistemi di alimentazione in fase gas è ancora necessario avviare il motore a benzina passando a GPL al raggiungimento di una certa temperatura del motore. 
Per queste sue proprietà, il GPL ha assunto una rilevante valenza economica con moltissimi addetti impiegati nelle fasi a valle della raffinazione - imbottigliamento, distribuzione, produzione di serbatoi e valvole.
Trova utilizzo in svariati ambiti, tra cui quello domestico, per cucinare e riscaldare, industriale e agricolo, dove viene utilizzato principalmente per l'essiccazione delle coltivazioni e il riscaldamento delle serre e degli allevamenti. In ambito industriale trova largo impiego nel settore della climatizzazione, del condizionamento e nella produzione di energia.
Il GPL è il combustibile che, attraverso reti canalizzate, serbatoi e bombole a differente capacità, sostituisce il gas naturale nelle zone rurali e nei piccoli centri urbani non raggiunti dai gasdotti. Inoltre rappresenta la soluzione ideale per cucinare e riscaldare nelle case di villeggiatura e in campeggio.

## Sicurezza
Il GPL allo stato gassoso ha una densità superiore a quella dell'aria e ciò gli impedisce di diffondersi nell'atmosfera; in caso di fuoriuscite accidentali tende a concentrarsi ristagnando al suolo e nelle cavità, causando situazioni di accumulo molto pericolose, a rischio di incendio o asfissia. Per questo, in passato, agli autoveicoli con bombole di GPL era vietato (in Italia) il parcheggio sotterraneo o al chiuso (nelle navi, per esempio), e tuttora è in genere vietato il parcheggio su piani inferiori al primo interrato.

### Incidente ferroviario di Viareggio (2009)
Il 29 giugno 2009 un treno merci che trasportava GPL è deragliato presso la stazione di Viareggio; il fasciame di una ferrocisterna è stato perforato da un elemento dell'infrastruttura ferroviaria a seguito del suo ribaltamento e il GPL è fuoriuscito, concentrandosi in forma di gas prima intorno al punto di uscita, poi, sospinto dal vento, per le strade della città causando quindi un'esplosione. In seguito all'incidente 32 persone hanno perso la vita e circa 50 hanno riportato ferite estremamente gravi.

## Normativa
A seconda del tipo d'impianto utilizzato per auto-trazione e della normativa a cui risponde il veicolo ha determinati vincoli d'utilizzo:

### Parcheggio
Gli impianti GPL di costruzione successiva al 2002, che rispondono alla Regolamento ECE/ONU 67/01, possono parcheggiare fino al primo piano interrato delle autorimesse, anche se comunicante con altro piano sottostante, mentre gli impianti GPL non dotati di sistema di sicurezza conforme al R. 67/01 (riconoscibili perché non hanno sulla carta di circolazione la dicitura "IMPIANTO DOTATO DI SISTEMI DI SICUREZZA ECE/ONU 67.01"), possono sostare nelle autorimesse soltanto nei piani fuori terra non comunicanti con piani interrati.

### Autorimesse condominiali
Secondo il Decreto 22 novembre 2002 del Ministro dell'interno: Disposizioni in materia di parcamento di autoveicoli alimentati a gas di petrolio liquefatto all'interno di autorimesse in relazione al sistema di sicurezza dell'impianto. (pubblicato nella Gazzetta Ufficiale n. 283 del 3 dicembre 2002) si decreta quanto segue:
Art. 1 - Parcamento di autoveicoli alimentati a gas di petrolio liquefatto all'interno di autorimesse in relazione al sistema di sicurezza dell'impianto
1. Il parcamento degli autoveicoli alimentati a gas di petrolio liquefatto con impianto dotato di sistema di sicurezza conforme al regolamento ECE/ONU 67-01 è consentito nei piani fuori terra ed al primo piano interrato delle autorimesse, anche se organizzate su più piani interrati.
2. Le definizioni di piano interrato e di piano fuori terra sono riportate nel punto 1.1.1 dell'allegato al decreto ministeriale 1º febbraio 1986, rispettivamente alla lettera a) ed al primo periodo della lettera b).
Art. 2 - Condizioni di sicurezza delle autorimesse
1. Le autorimesse di cui al precedente art. 1 sono conformi al decreto ministeriale 1º febbraio 1986. Nel caso di autorimesse soggette ai controlli di prevenzione incendi è richiesto il rispetto delle procedure di cui al decreto del Presidente della Repubblica 12 gennaio 1998, n. 37.
2. All'ingresso dell'autorimessa è installata cartellonistica idonea a segnalare gli eventuali divieti derivanti dalle limitazioni al parcamento di autoveicoli alimentati a gas di petrolio liquefatto di cui al precedente art. 1. Il presente decreto entra in vigore il giorno successivo alla sua pubblicazione nella Gazzetta Ufficiale della Repubblica italiana. È fatto obbligo a chiunque spetti di osservarlo e di farlo osservare.
È quindi possibile parcheggiare al primo piano interrato, anche se comunicante con i piani inferiori. I gestori delle rimesse devono però predisporre la segnaletica che indichi i vincoli cui sono soggette le auto a GPL. Contravvenire alle norme può costare molto caro: nella improbabile ipotesi di un incendio, i danni resterebbero a carico dell'automobilista, perché a fronte di una violazione di legge sia l'assicurazione dell'auto sia quella della rimessa si rifiuterebbero di pagare. Le suddette autorimesse devono naturalmente essere conformi alle normative antincendio e vi deve essere installata una cartellonistica che segnali che il permesso di parcheggio per i veicoli alimentati a GPL è consentito solo al primo piano interrato mentre è vietato negli eventuali piani interrati successivi al primo. Alcuni parcheggi hanno riservato appositi spazi per i suddetti veicoli a evitare che tutti i posti al primo piano interrato siano occupati da vetture con altri sistemi di alimentazione.

### In condominio
Le norme sul parcheggio nelle rimesse si applicano anche ai box condominiali. Però, il regolamento di condominio può prevalere e vietare il parcheggio delle auto a gas (anche a metano). È sempre comunque possibile chiedere la modifica del regolamento, ma si deve raccogliere il consenso della maggioranza dei condomini.
Da notare che un condominio può anche fare un accordo in senso contrario, per vietare il parcheggio delle auto a metano, o anche altro, che limiti i diritti garantiti dalla legge (e non li espanda naturalmente), ma sempre con esplicita accettazione di tutte le parti.

### Tunnel, gallerie, trafori
Il transito di veicoli alimentati a GPL è consentito. In alcuni casi, come ad esempio nel Traforo del Monte Bianco, è necessario dichiararlo al momento del pagamento del pedaggio. In questo caso viene consegnata al conducente un'etichetta, che deve essere esposta sul parabrezza durante il transito, senza costi aggiuntivi. Il transito di veicoli alimentati a GPL non è ammesso nel Tunnel della Manica (Eurotunnel).

### Trasporto di veicoli alimentati a GPL
I veicoli con impianto a GPL, nel caso di trasporto via mare con traghetti, vanno dichiarati al momento della prenotazione del viaggio; è inoltre importante informare gli ufficiali addetti all'imbarco dei mezzi, che provvederanno a collocare il veicolo in un luogo riservato alle autovetture con impianti a GPL.

### Durata delle bombole
Il serbatoio contenente GPL per auto-trazione deve essere sostituito dopo 10 anni dalla data di collaudo e le operazioni di smontaggio, rimontaggio e collaudo devono essere eseguite da un'officina autorizzata, dove verrà installato (secondo richiesta delle norme vigenti) un serbatoio con apparati di sicurezza rispondenti al Regolamento ECE/ONU 67-01 e di conseguenza la vettura sarà abilitata a parcheggiare anche al primo piano interrato.